# Зуево (Юсьвинский район)
Зуево — деревня в Юсьвинском муниципальном округе Пермского края России.

## Географическое положение
Деревня расположена в западной части Юсьвинского муниципального округа на расстоянии примерно 4 км на запад по прямой от села Юсьва. 

## История
Деревня известна с 1834 года как деревня Фролова. Количество жителей в советский период истории не превышало 200 человек.
Колхозный период истории деревни включает создание промколхоза «Огонёк», колхоза «Рот Фронт» и появление кирпичного завода, снабжавшего своей продукцией окрестные деревни и села.
До 2020 года деревня входила в состав Юсьвинского сельского поселения Юсьвинского района.     

## Климат
Климат умеренно-континентальный. Средняя температура июля +17,7°С, января –15,8°С. Среднегодовое количество осадков составляет 664 мм, причём максимальное суточное количество достигает 68 мм, наибольшая высота снежного покрова 66—93 см. Средняя температура зимой (январь) −15,8°С (абсолютный минимум −53°С), летом (июль) +17,7 °С (абсолютный максимум +38°С). Заморозки в воздухе заканчиваются в III декаде мая, но в отдельные годы заморозки отмечаются в конце апреля или начале июня. Осенние заморозки наступают в первой-начале второй декаде сентября. Средняя продолжительность безморозного периода 100 дней.

## Население
| 2010 |
| ---- |
| 86   |

Постоянное население составляло 98 человек (73% коми-пермяки, 27% русские) в 2002 году,  86 человек в 2010 году.     